# 上戸大輝
上戸 大輝（かみと だいき、1995年8月19日 - ）は、長崎県大村市出身で、立浪部屋所属の現役大相撲力士。本名同じ。身長178.8cm、体重148.2kg。最高位は東幕下3枚目（2024年11月場所）。

## 来歴
幼少期から空手や剣道、バスケットボールなど多くのスポーツに取り組んでいたが、大村市立大村小学校5年次に地元ラグビースクールのコーチに誘われ、ラグビーを始めた。ラグビーと並行して大村市立玖島中学校では水泳部に所属していた。大村工業高校進学後は10人制ラグビーで九州大会を制覇し、7人制ラグビーでは九州選抜チームの主将として全国制覇を達成している。2年次には大相撲の7代立浪（元小結・旭豊）から勧誘を受けたが、その時はラグビーを続けるつもりであったため断っている。高校卒業後は中京大学スポーツ科学部に進学したが、高校3年次に右膝半月板損傷で手術を受けたことによる影響がプレーに出たことや、大学進学後も怪我が重なったことでラグビーを続けることが出来なくなり、大学も3年次に退学することになった。
大学中退後、高校時代に7代立浪から大相撲への勧誘を受けていたことを思い出して立浪部屋への入門を希望し、2017年3月場所で初土俵を踏んだ。大相撲入門まで相撲経験は無かったが、初土俵から2年足らずの2019年1月場所で幕下に昇進した。2022年11月場所は5勝1敗で迎えた7番相撲で大関経験者の朝乃山と対戦することとなって話題となった。2022年1月場所から幕下15枚目以内に在位していたが、勝ち越しと負け越しを繰り返し、西幕下12枚目で迎えた2023年11月場所で2勝5敗と負け越して15枚目以内から陥落が確定的となった。
2024年11月場所に東幕下3枚目まで最高位を更新し、勝ち越せば関取昇進が望める状況となった。

## 主な成績
2025年7月場所終了現在

### 通算成績
- 通算成績：188勝151敗5休（50場所）

### 場所別成績
| | 一月場所 初場所（東京） | 三月場所 春場所（大阪） | 五月場所 夏場所（東京） | 七月場所 名古屋場所（愛知） | 九月場所 秋場所（東京） | 十一月場所 九州場所（福岡） |
| --- | ----------------------- | ----------------------- | ----------------------- | --------------------------- | ----------------------- | --------------------------- |
| 2017年 （平成29年） | x                       | （前相撲）              | 東序ノ口12枚目 4–3      | 東序二段84枚目 5–2          | 西序二段34枚目 4–3      | 西序二段10枚目 4–3          |
| 2018年 （平成30年） | 東三段目91枚目 6–1      | 西三段目32枚目 4–3      | 東三段目17枚目 3–4      | 東三段目24枚目 4–3          | 西三段目13枚目 4–3      | 東三段目3枚目 4–3           |
| 2019年 （平成31年 /令和元年） | 西幕下52枚目 2–5        | 東三段目14枚目 4–3      | 東三段目3枚目 4–3       | 東幕下52枚目 4–3            | 東幕下45枚目 2–4–1      | 西三段目4枚目 3–4           |
| 2020年 （令和2年） | 西三段目22枚目 3–4      | 東三段目44枚目 6–1      | 感染症拡大 により中止   | 西幕下55枚目 6–1            | 東幕下25枚目 4–3        | 東幕下20枚目 2–5            |
| 2021年 （令和3年） | 東幕下39枚目 4–3        | 東幕下30枚目 3–4        | 西幕下36枚目 4–3        | 西幕下27枚目 4–3            | 東幕下22枚目 4–3        | 東幕下18枚目 4–3            |
| 2022年 （令和4年） | 東幕下14枚目 4–3        | 西幕下9枚目 5–2         | 西幕下5枚目 4–3         | 東幕下4枚目 3–4             | 東幕下6枚目 3–4         | 西幕下10枚目 5–2            |
| 2023年 （令和5年） | 西幕下4枚目 2–5         | 西幕下10枚目 4–3        | 東幕下8枚目 3–4         | 西幕下10枚目 5–2            | 西幕下4枚目 2–5         | 西幕下12枚目 2–5            |
| 2024年 （令和6年） | 東幕下25枚目 3–4        | 東幕下31枚目 3–4        | 東幕下36枚目 6–1        | 西幕下14枚目 5–2            | 西幕下9枚目 5–2         | 東幕下3枚目 3–5             |
| 2025年 （令和7年） | 東幕下11枚目 2–1–4      | 西幕下26枚目 4–3        | 西幕下20枚目 5–2        | 西幕下10枚目 5–2            | x                       | x                           |
| 各欄の数字は、「勝ち-負け-休場」を示す。 優勝 引退 休場 十両 幕下 三賞：敢=敢闘賞、殊=殊勲賞、技=技能賞 その他：★=金星 番付階級：幕内 - 十両 - 幕下 - 三段目 - 序二段 - 序ノ口 幕内序列：横綱 - 大関 - 関脇 - 小結 - 前頭（「#数字」は各位内の序列） |                         |                         |                         |                             |                         |                             |

## 改名歴
- 上戸 大輝（かみと だいき）2017年3月場所 -